# Servio Sulpicio Galba (console 108 a.C.)
Servio Sulpicio Galba (in latino Servius Sulpicius Galba; fl. II secolo a.C.) fu un politico della Repubblica romana.

## Biografia

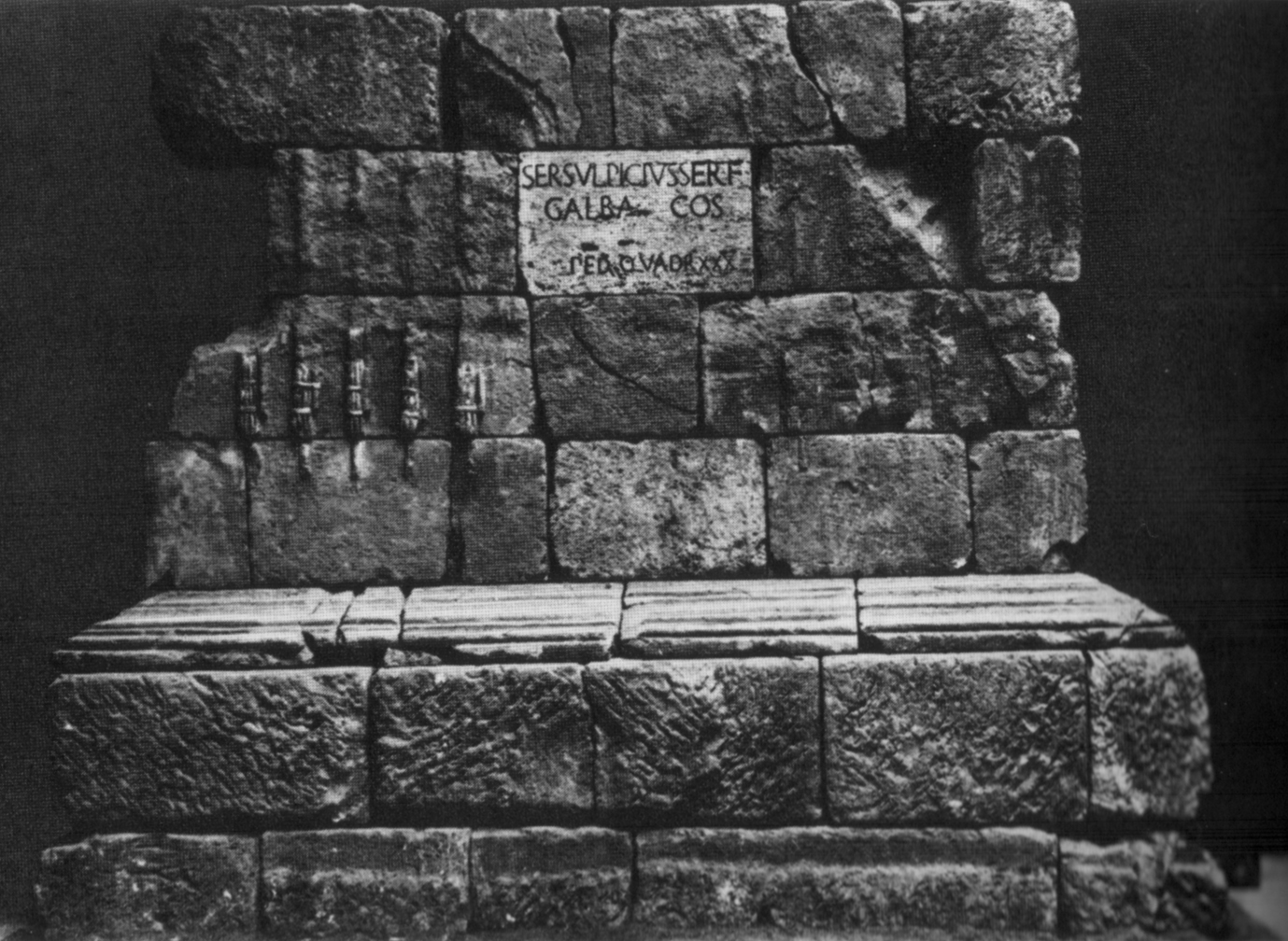
La tomba di Galba, Antiquarium comunale del Celio, Roma

Fu console nel 108 a.C. con Lucio Ortensio. Da lui prendeva il nome la grande opera pubblica presso il Tevere degli Horrea galbana. In prossimità di questa realizzazione venne rinvenuto un monumento funebre, con iscrizione, che è stato attribuito come la tomba di questo console, sulla base proprio della particolare localizzazione (l'iscrizione infatti non riporta date e parrebbe priva di appigli l'attribuzione all'omonimo console del 183 a.C.).
La tomba è particolarmente significativa perché si tratta di uno dei primi esempi di sepolcro individuale romano pervenutoci, essendo perduto il sepolcro di Scipione l'Africano a Liternum citato dalle fonti. In quel periodo infatti, a cavallo tra II e I secolo a.C., si diffuse negli strati più elevati della popolazione romana l'uso di modelli ellenistici di sepolture individuali, a differenza delle tradizionali tombe familiari ipogee più o meno grandi. In ciò si possono anche ravvisare gli echi delle accese lotte politiche personali, che diffusero le tendenze individualistiche.
Il monumento superstite è composto da un basamento quadrangolare in tufo, con una cornice inferiore decorata da belle modanature e un titutlus in travertino sul dado, che è decorato anche da fasci littori, insegne del potere consolare. Forse sul basamento si trovava un naiskos (edicola a tempietto con una o più statue) o degli epitymbia ad altare. Questo tipo di monumenti divenne frequente nel I secolo a.C. e la loro diffusione può essere messa in parallelo con l'arte del ritratto, diventato proprio in quegli anni un bene artistico di largo consumo.